# Butler (Oklahoma)
Butler – miasto w Stanach Zjednoczonych, w stanie Oklahoma, w hrabstwie Custer.